# Procopius
Procopius (n. 326 în Cilicia; d. 27 mai 366) a fost un uzurpator împotriva împăratului Valens. După Ammianus Marcellinus, el era văr de mamă cu Iulian Apostatul.
Procopius a luat parte la campania împotriva perșilor din 363. La moartea lui Iulian, Procopius ar fi trebuit să fie desemnat împărat, dar trupele l-au ales pe generalul Iovian. La moartea lui Iovian și la reîmpărțirea imperiului, Procopius s-a declarat împărat pe 28 septembrie 365 și a preluat controlul provinciilor Tracia și Bithinia. Procopius a fost prins în bătălia de la Thyatira și, mai târziu, a fost executat din ordinul lui Valens pe 27 mai 366.
A nu fi confundat cu istoricul din timpul lui Iustinian I, Procopius din Cezareea.
1. ↑   https://books.google.cz/books?id=uOHw4idqAeYC&newbks=1&newbks_redir=0&printsec=frontcover&hl=cs#v=onepage&q&f=false Lipsește sau este vid: |title= (ajutor)